# Phoroctenia vittata vittata
Phoroctenia vittata là một loài ruồi trong họ Tipulidae. Chúng phân bố ở miền Cổ bắc.